# Madonna unter den Tannen
Die Madonna unter den Tannen ist ein Gemälde von Lucas Cranach dem Älteren aus der Zeit um 1510. Das lange Zeit im Breslauer Dom verwahrte und daher auch als Breslauer Madonna bekannte Gemälde war nach dem Zweiten Weltkrieg verschwunden und kehrte erst 2012 in das nunmehr polnische Breslau zurück. Es befindet sich seitdem im Erzdiözesanmuseum der Stadt.

## Beschreibung
Das hochformatige Gemälde zeigt eine Madonna im karminroten Kleid und mit blauem Umhang hinter einer Steinbrüstung mit dem Jesuskind, das eine Weintraube zwischen seinen Händen hält. Das Kind sitzt auf einem Kissen, das auf der Brüstung liegt, und wird von der Mutter in den Armen gehalten. Im Hintergrund ist eine landschaftliche Staffage zu sehen; eine gebirgige Frühlingslandschaft mit einer Burg. Links ist eine Birke zu sehen, rechts eine Tanne und ein Laubbaum. Signiert hat Cranach das Bild, indem er seinen Siegelring darstellte. Er liegt links auf der Brüstung; in den Stein sind Cranachs 1508 verliehenes Wappen, die Schlange mit Fledermausflügeln, und seine spiegelverkehrten Initialen eingeschnitten.
Der gebräuchliche Bildtitel Madonna unter den Tannen wurde schon im Jahr 1900 von Eduard Flechsig kritisiert: Die Bezeichnung könne „nur auf sehr flüchtiger Betrachtung beruhen, weil nur eine grosse Tanne auf dem Bilde zu sehen ist und Maria überhaupt nicht unter Bäumen dargestellt ist, diese vielmehr den Hintergrund bilden.“
Die Altartafel ist in Haltung und Typ eng mit Albrecht Dürers Dresdener Madonna verwandt, die sich zum Entstehungszeitraum in der Wittenberger Schlosskapelle befunden hat. Max J. Friedländer und Jakob Rosenberg datieren die Tafel aus stilkritischen Erwägungen auf die Zeit um 1510. Auch Dieter Koepplin datiert die Tafel auf um 1509/10 und zählt sie zu denjenigen Madonnen, die unter dem reichen Bestand von etwa 150 bekannten Cranach-Madonnen durch Qualität und Einzigartigkeit herausragen. Die Breslauer Madonna wird als Gegenstück zu italienischen Madonnen, wie Raffael und Tizian sie schufen, gesehen: „Sie besitzt eine andere, aber nicht geringere Schönheit als ihre südlichen Schwestern. Vor allem, sie steht im innigsten Zusammenhang mit der sie umgebenden Landschaft. Birke und Tanne sind gleichsam die Heiligen, die sie flankieren.“
Auch Jan Wittmann zählt die Breslauer Madonna zu den gelungensten Madonnen Cranachs und stellt als Charakteristikum dieser Bilder fest: „Das Kind – meistens ohne Kontakt zum Betrachter dargestellt – ist dabei mehr das begehrenswertes [sic!] Objekt, um das Maria beneidet wird, als bestimmendes Subjekt.“

## Der Weg vom deutschen Breslau zum polnischen Breslau
Cranach soll das Gemälde als Auftragsarbeit für den Breslauer Dom geschaffen haben. Der in diesem Zeitraum in Wittenberg weilende Notar Johann Hesse könnte das Bild seinem Bischof Johann Thurzo überbracht haben. Dieser platzierte es im Dom neben dem Bildnis Johannes des Täufers. Bis zum 19. Jahrhundert befand sich das Bild in der Johanniskapelle des Breslauer Doms und vor 1939 gehörte es zu den Sammlungen der Schatzkammer der erzbischöflichen Kathedrale St. Johannes des Täufers in Breslau.
Im Jahre 1943 wurde das Bild zuerst zur Zisterzienserabtei Heinrichau und später nach Glatz oder nach Hirschberg gebracht, wo es den Krieg überstanden hat. Nach dem Krieg wurde das Bild ins Erzbischöfliche Museum Breslau gebracht, wo der Priester Siegfried Zimmer das gesprungene Brett reparierte.
Dieser schlug seinem Bekannten Georg Kupke vor, eine Kopie des Bildes herzustellen, um es „vor den Kommunisten“ zu retten. Kupke musste Breslau 1946 verlassen und Zimmer vollendete die begonnene Kopie: Kupke hatte die Figuren gemalt, Zimmer übernahm den Hintergrund. Dabei ergaben sich deutliche Abweichungen vom Original; so gestaltete Zimmer etwa eine Burg, die Cranach auf einem Felsen links im Hintergrund nur angedeutet hatte, penibel aus und versah einen Ring auf dem Bild mit den Initialen T. C. Auch die Anteile, die Kupke an dem Bild hatte, zeigten Abweichungen von Cranachs Gemälde; insbesondere war ihm die Darstellung der Augen sowie die perspektivische Verkürzung eines der nackten Füßchen des Jesuskindes misslungen.
Als auch Zimmer 1947 in die Sowjetische Besatzungszone Deutschlands vertrieben wurde, könnte er das Originalbild als Tablett getarnt mitgenommen haben. Er zog nach Bernau bei Berlin. Das Bild blieb möglicherweise dort in seiner Wohnung. 1954 kam Siegfried Zimmer mit dem Bild nach München. In den sechziger Jahren verkaufte er das Bild dem Antiquitätenhändler Franz Waldner.
Seit 1948 galt die von Kupke hergestellte Kopie als das Bild Cranachs, obwohl die stilistischen Mängel deutlich zu Tage treten. Erst als 1961 die Erzdiözese Breslau die Restauratorin Daniela Stankiewicz mit der Konservierung des Bildes beauftragte, erkannte diese, dass es sich um eine Kopie handelte. Das Original galt seitdem in Breslau als verschollen.
1971 wurde das echte Bild dem Schweizer Kunsthistoriker Dieter Koepplin zur Begutachtung vorgelegt, worüber er die Botschaft der Volksrepublik Polen in Köln informierte. Diese reagierte jedoch nicht auf die Mitteilung. Nachdem das Bild gerüchteweise in den 1980er Jahren in den Besitz der Schweizer Katholischen Kirche gekommen war, wurde es im Jahre 2011 einem katholischen Geistlichen in der Schweiz zur Rückgabe an die „Kirche“ übergeben. Eine kirchliche Institution vermittelte im Jahre 2012 diplomatisch die Rückgabe an die Domgemeinde St. Johannes der Täufer in Breslau. Am 18. Juli 2012 wurde das Bild der polnischen Botschaft in Bern übergeben, die es an die Breslauer Erzdiözese versandte.
Im November 2012 wurde am Muzeum Archidiecjezalne Breslau unter Leitung von Jozef Pater in Zusammenarbeit mit Michael Hofbauer (cranach.net) ein Ausstellungskonzept entworfen und eine genaue Untersuchung des Werkes durchgeführt. Am 24. Dezember 2012 wurde die „Madonna unter den Tannen“ der Öffentlichkeit zugänglich gemacht.